# EBS (motorfiets)
EBS is een Duits historisch merk van motorfietsen.
De bedrijfsnaam was: Ernst Baumeister & Söhne, Berlin.
In 1925 begon Ernst Baumeister met de productie van motorfietsen, juist op het moment dan honderden kleine Duitse motorfietsmerken de deuren moesten sluiten door de enorme concurrentie. Die merken richtten zich echter vooral op klanten voor goedkope en eenvoudige modellen, maar EBS begaf zich juist in het duurdere segment met zelf ontwikkelde kop- en zijklepmotoren van 198-, 246-, 348-, 496- en zelfs 796 cc.
Toen in 1928 de Duitse wet veranderde, waardoor motorfietsen met minder dan 200 cc zonder belasting en zonder rijbewijs mochten worden gebruikt, ging men ook goedkopere 198cc-tweetaktmotoren leveren, maar die werden ingekocht bij The Villiers Engineering Co. Ltd. in Wolverhampton. In 1931 werd de productie beëindigd.